# Болеславецький повіт
Болеславецький повіт (пол. powiat bolesławiecki) — один з 26 земських повітів Нижньосілезького воєводства Польщі.
Утворений 1 січня 1999 року в результаті адміністративної реформи.

## Загальні дані
Повіт знаходиться у західній частині воєводства.
Адміністративний центр — місто Болеславець.
Станом на 1.01.2008 населення становить 88 557 осіб, площа 1303,51 км².

## Демографія
Демографічні дані повіту станом на 30.06.2005:
|       | Всього | Всього | Жінки  | Жінки | Чоловіки | Чоловіки |
| ----- | ------ | ------ | ------ | ----- | -------- | -------- |
|       | осіб   | %      | осіб   | %     | осіб     | %        |
| Повіт | 88 318 | 100    | 45 543 | 51,6  | 42 775   | 48,4     |
| Міста | 45 073 | 100    | 23 843 | 52,9  | 21 230   | 47,1     |
| Села  | 43 245 | 100    | 21 700 | 50,2  | 21 545   | 49,8     |